# Pseudopanurgus illinoiensis
Pseudopanurgus illinoiensis är en biart som först beskrevs av Cresson 1878.  Pseudopanurgus illinoiensis ingår i släktet Pseudopanurgus och familjen grävbin. Inga underarter finns listade i Catalogue of Life.